# دارسي فير
دارسي فير هو ممثل كندي، ولد في 26 ديسمبر 1974 في وينيبيغ في كندا.

## وصلات خارجية
- دارسي فير على موقع IMDb (الإنجليزية)
- دارسي فير على موقع قاعدة بيانات الفيلم (الإنجليزية)